# Blajan
Blajan település Franciaországban, Haute-Garonne megyében. Lakosainak száma 433 fő (2022. január 1.). Blajan Boulogne-sur-Gesse, Charlas, Gensac-de-Boulogne, Lespugue, Montmaurin, Nizan-Gesse és Saint-Pé-Delbosc községekkel határos.

## Népesség
A település népességének változása:
| Lakosok száma | 569  | 578  | 521  | 529  | 504  | 521  | 504  | 451  | 446  | 433  |
|               | 1968 | 1982 | 1990 | 2006 | 2013 | 2015 | 2017 | 2019 | 2020 | 2022 |